# Thermonectus nobilis
Thermonectus nobilis är en skalbaggsart som beskrevs av Zimmermann 1924. Thermonectus nobilis ingår i släktet Thermonectus och familjen dykare. Inga underarter finns listade i Catalogue of Life.